# Metteniusaceae
Metteniusaceae H.Karst. ex Schnizl., 1860 è una famiglia di angiosperme eudicotiledoni, l'unica appartenente all'ordine Metteniusales Takht., 1997.

## Tassonomia
La famiglia comprende i seguenti generi:
- Apodytes E.Mey. ex Arn.
- Calatola Standl.
- Dendrobangia Rusby
- Emmotum Desv.
- Metteniusa H.Karst.
- Oecopetalum Greenm. & C.H.Thomps.
- Ottoschulzia Urb.
- Platea Blume
- Poraqueiba Aubl.
- Rhaphiostylis Planch. ex Benth.